# ضد-جهاد
ضد-جهاد (انگلیسی: Counter-jihad) یک جریان سیاسی خود نام است که به‌طور آزاد متشکل از نویسندگان، وبلاگ نویسان، اندیشکده‌ها، جنبش‌های خیابانی و سازمان‌های مبارزاتی است که همگی با باورهای آخرالزمانی مرتبط هستند که اسلام را نه به عنوان یک دین، بلکه به عنوان یک جهان بینی می‌بینند که یک تهدید وجودی برای تمدن غرب است. در نتیجه، ضد جهادی‌ها همه مسلمانان را به‌عنوان یک تهدید بالقوه در نظر می‌گیرند، به‌ویژه زمانی که آنها در حال حاضر در محدوده‌های غربی زندگی می‌کنند. مسلمانان غربی بر این اساس به عنوان ستون پنجم به تصویر کشیده می‌شوند که به‌طور جمعی به دنبال بی‌ثبات کردن هویت و ارزش‌های کشورهای غربی به نفع یک جنبش اسلامی بین‌المللی است که قصد دارد خلافت را در کشورهای غربی ایجاد کند.